# Cathy Turner
Cathy Ann Turner, née le 10 avril 1962 à Rochester (New York) est une patineuse de vitesse sur piste courte américaine. Après fait son retour dans la compétition, elle est médaillée d'or du 500 mètres aux Jeux olympiques en 1992 puis en 1994, elle glane deux autres médailles dans les relais (argent et bronze).